# Elías Montiel
Elías Enrique Montiel Ávalos (ur. 7 października 2005 w Tula de Allende) – meksykański piłkarz występujący na pozycji defensywnego pomocnika, od 2023 roku zawodnik Pachuki.